# Erik Severin
Erik Severin   (Estocolm, 18 de juliol de 1879 - Estocolm, 15 de novembre de 1942) va ser un jugador de cúrling suec, que va competir a començaments del segle xx.
El 1924 va prendre part en els Jocs Olímpics de Chamonix, on guanyà la medalla de plata en la competició de cúrling.